# Glycera minuta
Glycera minuta är en ringmaskart som först beskrevs av Bobretzky 1870.  Glycera minuta ingår i släktet Glycera och familjen Glyceridae. Inga underarter finns listade i Catalogue of Life.